# Der Mann auf dem Balkon
Der Kriminalroman Der Mann auf dem Balkon (schwedischer Originaltitel: Mannen på balkongen) vom schwedischen Autorenpaar Maj Sjöwall und Per Wahlöö ist der dritte Band der zehnbändigen Krimi-Reihe Roman om ett brott (Roman über ein Verbrechen) mit Kommissar Martin Beck. Die schwedische Erstauflage des Buches erschien 1967, in der Bundesrepublik erschien der Roman bei Rowohlt 1970, in der DDR (Verlag Volk und Welt) 1982.

## Inhalt
Zu Beginn des Buches begibt Kommissar Beck sich auf eine erholsame Dienstreise zu seinem Kollegen Ahlberg aus Motala, den er beim Fall der Toten im Götakanal kennengelernt hat. Im Reichspolizeipräsidium sind seine Kollegen derweil auf der Suche nach einem brutalen Handtaschenräuber, der die Stockholmer Parks unsicher macht. In demselben Park, in dem sein letzter Überfall stattfand, wird wenig später von zwei Landstreichern eine Kinderleiche entdeckt. Das 9-jährige Mädchen ist missbraucht und erwürgt worden. Kurz danach fällt ein weiteres Kind dem gleichen Verbrecher zum Opfer. Als Beck zurückkehrt, läuft die Ermittlungsmaschinerie der Polizei bereits.
Der Polizei fehlt anfangs jeder Anhaltspunkt. Lediglich ein älterer Exhibitionist wird kurzzeitig festgenommen, hat aber mit den Morden nichts zu tun. Da die Entführung des zweiten Mädchens lediglich von einem dreijährigen Jungen mit angesehen wurde, wird die Suche nach dem Handtaschenräuber, der den Täter vielleicht auch bemerkt hat, intensiviert. Er kann zwar festgenommen werden, als er von seiner eifersüchtigen Freundin angezeigt wird, hat den Kindermörder aber nur schemenhaft gesehen.
Die Tatsache, dass sie zu lange im Dunkeln tappen, und die Angst, weitere Morde nicht verhindern zu können, zehrt an den Nerven der Ermittler. Als Kollberg sich eines Abends in einen Park stellt, um wenigstens zu verhindern, dass hier und heute ein Kind getötet wird – eine ähnlich sinnlose Aktion wie Gunvald Larssons Herumfahren in der Stadt auf der Suche nach einem Mann, auf den die Beschreibung passt –, wird er niedergeschlagen. Verängstigte Stockholmer hatten mit der Einrichtung einer illegalen Bürgerwehr reagiert. Beck und Kollberg müssen zeitaufwändig nun auch noch diese in Schach halten.
Erst ein Zufall bringt die Ermittlungen weiter: Kriminalassistent Larsson, der in diesem Roman erstmals auftritt, hat ganz zu Anfang der Fahndung mit einer älteren Dame telefoniert, welche sich über einen Mann in einer gegenüberliegenden Wohnung beschwerte, der den ganzen Tag auf seinem Balkon stehe und auf die Straße schaue, auf der u. a. Kinder spielten. Nachdem sich Martin Beck an diesen Anruf erinnert hat, werden mit Mühe die Notiz Larssons und durch eine Mischung aus hartnäckigen Ermittlungen und einem Zufall auch die Anruferin, die den häufigen Namen Andersson trägt, aufgefunden. Ihr Hinweis führt in die Wohnung des Mörders und schließlich zu seiner Festnahme, unmittelbar bevor er erneut ein Kind angreifen kann.

## Verfilmung
Der Mann auf dem Balkon wurde 1993 von Regisseur Daniel Alfredson verfilmt, die Rolle des Martin Beck spielte Gösta Ekman.